# Seznam opatů cisterciáckého kláštera v Plasích

Znak cisterciáckého řádu

V letech 1144–1785 se v cisterciáckém klášteře v Plasích vystřídalo celkem 53 opatů. Chronologický seznam, v závorkách jsou uváděna latinská jména a léta vlády.
- Konrád I. (Conradus, asi roku 1145) – první opat, z Langheimu
- Ivo (Yvon, 1145–1169, doložen 1154–1169) – z Langheimu
- Meinher I. (Meinerus, 1169–1190)
- Meingott (1190/91–1193/94)
- Albert I. (Albertus, 1193/94–1204)
- Meinher II. (1204–1214, doložen 1204–1205)
- Albert II. (1214–1218/19)
- Jindřich I. (Henricus, 1218/19–1223, doložen 1219)
- Siegbert (Siegbertus, 1223–1232, doložen 1228)
- Jindřich II. (1232–1257/60, doložen 1232–1257)
- Gerhard (Gerhardus, 1260/69–1285/86, doložen 1269–1285)
- Jindřich III. (1286/87–1300, doložen 1287–1300)
- Bartoloměj (Bartholomaeus, 1301–1302, doložen 1301) – dříve opat ve Zlaté Koruně
- Jan I. (1302/06–1309, 1311–1329/35, doložen 1306–1329) – podílel se na přípravách příchodu rodu Lucemburků na uvolněný český trůn
- Vilém (Guilelmus, 1310)
- Jakub I. (Jacobus, 1335/37–1350)
- Jan II. (1350/51–1356/58?)
- Mikuláš I. (1358–1374/80) – zavražděn
- Jindřich II. (1380/81–1387)
- Jakub II. (1387/89–1407)
- Bohumír/Gotfried (Godfridus, 1407–1425) – zemřel v Manětíně
- Arnold (Arnoldus, 1425–1429) – zemřel 15. dubna v Římě
- Jiljí (Aegidius, 1429–1434) – zemřel 15. srpna
- Tilman (Tilmanus, 1434–1448)
- Mikuláš II. (1448–1452/53) – rezignoval
- Bedřich Wochner (Fredericus Wachner, 1452–1457) – z Langheimu
- Jan III, Kellner (1457–1466) – z Langheimu
- Jan IV. Krek (1466–1476)
- Konrád II. (1476/77)
- Adam I. (1477/78–1485/92)
- Šebestián z Jörgenthalu (Sebastianus de Valle, 1486/92–1497/98)
- Jan V. řečený Reuther (1497/98–1516)
- Ondřej I. řečený Graf (Andreas, 1516–1520)
- Linhart (Linhartus, 1520/21–1530)
- Bohuslav (Bohuslaus, 1530–1554/56)
- Wolfgang (Wolfgangus, 1554/56–1564) – následně opat ve Zbraslavi
- Pavel (Paulus, 1564–1566/67)
- Ondřej II. Wiedemann (Widemann) (1567–1572) – předtím opat v Sedlci, následně opat ve Zbraslavi
- Vavřinec Řinský (Laurentius, doložen 1573–1576)
- Matouš Kejslík (Matthaeus, 1576–1577) – rezignoval
- Kašpar z Werdenu (Casparus, 1577–1593)
- Adam II. Wild (1593–1608)
- Adam III. řečený Urat (Urath, Vrat, 1608–1610/11) – následně opat ve Zbraslavi
- Jiří I. Urat (Georgius Urath, Vrat, 1610/11–1612) – následně opat ve Zbraslavi
- Bartoloměj Laibel (Bartholomaeus Laybelius, 1612–1615) – předtím převor ve Zbraslavi
- Jiří II. Vašmucius (1616–1639) – předtím převor ve Zbraslavi
- Jakub III. Vrchota z Rosenwertu (1639/40–1651) – předtím opat v Sedlci
- Kryštof Tengler (Christophorus, 1651–1666)
- Benedikt Engelken (Benedictus Engelken, 1666–1681)
- Ondřej III. Trojer (Andreas Troyer, 1681–1699)
- Evžen Tyttl (Eugenius Tyttl, 1699–1738)
- Celestin I. Stoy (Coelestinus, 1738–1748)
- Silvester Hetzer (Silvestrus, 1748–1755)
- Fortunát Hartmann (Fortunatus, 1755–1779)
- Celestin II. Werner (1779–1785) – poslední opat